# سام سترالي
سام سترالي (بالإنجليزية: Sam Straley)‏، المولود في 13 يوليو 1995 في سينسيناتي، أوهايو، هو ممثل أمريكي معروف بأدواره في مرحبًا بكم في فلاتش (2022-الآن)، الأطفال بخير (2018–2019)، و التسرب (2022).

## وصلات خارجية
- سام سترالي على موقع IMDb (الإنجليزية)
- سام سترالي على موقع قاعدة بيانات الفيلم (الإنجليزية)